# Ectoedemia
Ectoedemia är ett släkte av fjärilar som beskrevs av August Busck 1907. Ectoedemia ingår i familjen dvärgmalar.

## Dottertaxa tillEctoedemia, i alfabetisk ordning[1][2]
- Ectoedemia acanthella
- Ectoedemia agrimoniae, Småborredvärgmal
- Ectoedemia agrimoniella
- Ectoedemia albibimaculella, Mjölondvärgmal
- Ectoedemia albifasciella, Gulkragad ekdvärgmal
- Ectoedemia algeriensis
- Ectoedemia amani, Almbarksdvärgmal
- Ectoedemia andrella
- Ectoedemia angulifasciella, Bågbandad nypondvärgmal
- Ectoedemia apicella
- Ectoedemia arcuatella, Smultrondvärgmal
- Ectoedemia argentipedella
- Ectoedemia argyropeza, Aspgallsdvärgmal
- Ectoedemia atricollis, Munkdvärgmal
- Ectoedemia atrifrontella, Vitryggsdvärgmal
- Ectoedemia bradfordi
- Ectoedemia bupleurella
- Ectoedemia canutus
- Ectoedemia castaneae
- Ectoedemia chlorantis
- Ectoedemia commiphorella
- Ectoedemia coruscella
- Ectoedemia cursoriella
- Ectoedemia decentella, Tysklönnsfruktdvärgmal
- Ectoedemia downesi
- Ectoedemia hamirella
- Ectoedemia hannoverella, Svartpoppelsdvärgmal
- Ectoedemia haraldi
- Ectoedemia heinrichi
- Ectoedemia helenella
- Ectoedemia heringi, Förväxlad ekdvärgmal
- Ectoedemia houzeaui
- Ectoedemia intimella, Signaldvärgmal
- Ectoedemia liebwerdella, Bokbarksdvärgmal
- Ectoedemia liguricella
- Ectoedemia longicaudella, Svartryggsdvärgmal
- Ectoedemia louisella, Naverlönnsdvärgmal
- Ectoedemia mauni
- Ectoedemia mediofasciella
- Ectoedemia mesoloba
- Ectoedemia minimella, Glasbjörksdvärgmal
- Ectoedemia morosella
- Ectoedemia nigrifasciata
- Ectoedemia nigrimacula
- Ectoedemia occultella, Vårtbjörksdvärgmal
- Ectoedemia phleophaga
- Ectoedemia piperella
- Ectoedemia populella
- Ectoedemia prinophyllela
- Ectoedemia prunivora
- Ectoedemia pubescivora
- Ectoedemia pulverosella
- Ectoedemia quinquella
- Ectoedemia reneella
- Ectoedemia rosae, Norsk rosendvärgmal
- Ectoedemia rubivora, Stenbärsdvärgmal
- Ectoedemia septembrella, Johannesörtsdvärgmal
- Ectoedemia sericopeza, Lönnfruktsdvärgmal
- Ectoedemia subapicella
- Ectoedemia subbimaculella, Brunkragad ekdvärgmal
- Ectoedemia turbidella, Silverpoppelsdvärgmal
- Ectoedemia weaveri, Lingondvärgmal
- Ectoedemia viridicola
- Ectoedemia wollhopiella
- Ectoedemia zollikofferiella

## Bildgalleri

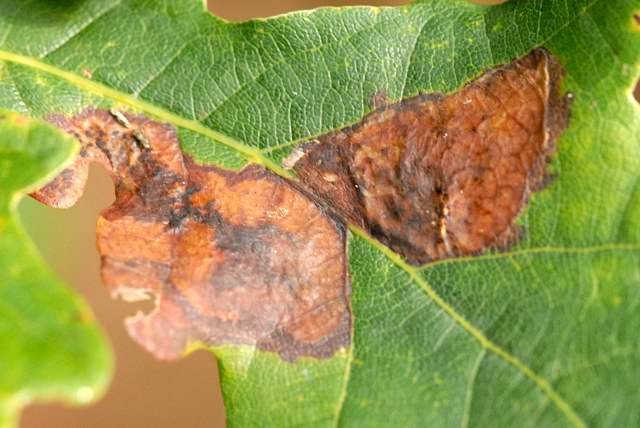